# Strijkmolen A
Strijkmolen A was een van de zes strijkmolens die van 1627 tot 1630 in Oudorp zijn gebouwd. Strijkmolens bemalen geen polders, maar malen het water van de ene boezem naar de andere. Er hebben in totaal 14 strijkmolens gestaan, 6 aan de Molenkade te Oudorp (ook wel de molens van de Zes Wielen genaamd, naar de zes grote wielen waarmee de daar aanwezige overhalen werden bediend), 4 achter Oudorp en 4 bij Rustenburg. Strijkmolen A was een van de molens aan de Molenkade en maalde het water uit diverse polders naar de Schermerboezem. In 1941 verloren de strijkmolens hun functie doordat de Raaksmaatsboezem gemeengelegd werd met de Schermerboezem. De molen werd gedemonteerd met de bedoeling deze in het Nederlands Openluchtmuseum te herbouwen. Tijdens een luchtaanval ging de gedemonteerde molen echter alsnog verloren.